# Everhard van Beieren
Everhard van Beieren (ca. 910 - voor 960) was van 937 tot 938 hertog van Beieren.
In 934 bood een deel van de Italiaanse adel Everhard het koningschap van Italië aan. Rudolf II van Bourgondië had zijn aanspraken op de Italiaanse troon overigens al opgegeven. Everhard trok vervolgens met een leger naar Italië maar keerde in 935 onverrichter zake naar huis terug. Zijn vader, hertog Arnulf I van Beieren, wees hem toen als zijn opvolger aan, waarna hij in 937 zijn vader daadwerkelijk opvolgde als hertog van Beieren. Everhard raakte al snel in conflict met keizer Otto I de Grote. Die wilde dat Everhard veel van de autonomie van zijn vader zou opgeven. Everhard weigerde dit. In twee veldtochten wist Otto Everhard in 938 te verdrijven, die daarna in ballingschap ging. Volgens sommige theorieën zou hij in 953 bemiddeld hebben tussen de Hongaren en Duitse opstandelingen.
Everhard was getrouwd met Liutgard (ca. 920 - na 960) die in 960 een schenking deed voor het zielenheil van Everhard. Zij kregen een dochter Wichburg, de naam van haar echtgenoot is onbekend, moeder van paltsgraaf (977) Hartwig van Beieren (ca. 940 - 16 september 985), graaf van de Isengau, Salzburggau, Freising, Karinthië en waldbode (bijzonder afgezant/gevolmachtigde) van keizer Otto II.

## Voorouders
| Voorouders van Everhard van Beieren (~910-voor 960) | Voorouders van Everhard van Beieren (~910-voor 960)                       | Voorouders van Everhard van Beieren (~910-voor 960)                       | Voorouders van Everhard van Beieren (~910-voor 960)                       | Voorouders van Everhard van Beieren (~910-voor 960)                       | Voorouders van Everhard van Beieren (~910-voor 960)                       | Voorouders van Everhard van Beieren (~910-voor 960)                       | Voorouders van Everhard van Beieren (~910-voor 960)                       | Voorouders van Everhard van Beieren (~910-voor 960)                       |
| --------------------------------------------------- | ------------------------------------------------------------------------- | ------------------------------------------------------------------------- | ------------------------------------------------------------------------- | ------------------------------------------------------------------------- | ------------------------------------------------------------------------- | ------------------------------------------------------------------------- | ------------------------------------------------------------------------- | ------------------------------------------------------------------------- |
| Overgrootouders                                     | ? (-) ∞ ? (-)                                                             | ? (-) ∞ ? (-)                                                             | Berthold I van Zwaben (–) ∞ Gizela (-)                                    | Berthold I van Zwaben (–) ∞ Gizela (-)                                    | Unruoch III (–) ∞ Gisela (821-874)                                        | Unruoch III (–) ∞ Gisela (821-874)                                        | ? (-) ∞ ? (-)                                                             | ? (-) ∞ ? (-)                                                             |
| Grootouders                                         | Luitpold van Karinthië (–) ∞ Cunigonde van Zwaben (-)                     | Luitpold van Karinthië (–) ∞ Cunigonde van Zwaben (-)                     | Luitpold van Karinthië (–) ∞ Cunigonde van Zwaben (-)                     | Luitpold van Karinthië (–) ∞ Cunigonde van Zwaben (-)                     | Eberhard van de Sülichgau (–) ∞ Gisela van Verona (-)                     | Eberhard van de Sülichgau (–) ∞ Gisela van Verona (-)                     | Eberhard van de Sülichgau (–) ∞ Gisela van Verona (-)                     | Eberhard van de Sülichgau (–) ∞ Gisela van Verona (-)                     |
| Ouders                                              | Arnulf I van Beieren (880-937) ∞ ca. 890 Judith van Sülichgau (ca. 870-?) | Arnulf I van Beieren (880-937) ∞ ca. 890 Judith van Sülichgau (ca. 870-?) | Arnulf I van Beieren (880-937) ∞ ca. 890 Judith van Sülichgau (ca. 870-?) | Arnulf I van Beieren (880-937) ∞ ca. 890 Judith van Sülichgau (ca. 870-?) | Arnulf I van Beieren (880-937) ∞ ca. 890 Judith van Sülichgau (ca. 870-?) | Arnulf I van Beieren (880-937) ∞ ca. 890 Judith van Sülichgau (ca. 870-?) | Arnulf I van Beieren (880-937) ∞ ca. 890 Judith van Sülichgau (ca. 870-?) | Arnulf I van Beieren (880-937) ∞ ca. 890 Judith van Sülichgau (ca. 870-?) |